# Edite Fernandes
Pour les articles homonymes, voir Fernandes.
Edite Cristiana Fernandes, née le 10 octobre 1979, est une footballeuse internationale portugaise qui joue au poste d'attaquante pour le CF Benfica. Connu pour être la globe-trotteuse du football portugais (20 club en 23 ans), mais aussi pour être la première portugaise à jouer comme professionnelle à l'étranger. Elle détient, à ce jour (7/12/19), le record de buts marqués en sélection portugaise, soit 39 réalisations en 132 rencontres. Depuis son passage en Chine, en 2002, elle est surnommée "Figo", du nom de son homologue masculin Luis Figo.

## Biographie
Edite Cristiana Fernandes commence sa carrière avec le club local de Boavista, avec qui elle remporte le titre de 
championne du Portugal. En 1998; elle se dirige vers Lisbonne. Elle joue au sein du 1° Dezembro, elle y joue jusqu'en 2002 avec Carla Couto. Elle y gagnera un total de  neuf titres (Championnat, coupe). 
Elle se rend ensuite, pendant un an, en Chine, où elle remporte un titre supplémentaire, celui de championne de la CWSL, avec le club de la capital le, Beijing Chengjian. Lors de la finale de la super ligue elle est désignée meilleur joueuse du match. Elle rentre par la suite au Portugal, puis elle part à nouveau vers l'étranger pour jouer en Espagne. Elle y joue pour plusieurs clubs jusqu'en 2005 et revenir au 1° Dezembro. Entre-temps elle est à nouveau contactée par la Chine, qui désire la recevoir ainsi que sa coéquipière de sélection, Carla Couto, afin qu'elles participent à nouveau à la super ligue chinoise. Malheureusement cela se passe durant la crise de la "grippe aviaire, et les deux lusitaniennes préfèrent refuser l'invitation. Elle fait durant deux saisons encore, des aller-retour entre l'Espagne (Atlético de Madrid) et le Portugal. En 2010, elle est contactée par le club anglais d'Arsenal Ladies, avec qui elle effectue la pré-saison, mais ne signe pas avec ce dernier. Elle part alors pour la Norvège où elle joue avec le FK Donn, qui s'est hissé en première division norvégienne, la saison précédente. Quasiment à la fin de la saison, le club se déclare en faillite et donc libère ses joueuses étrangères. Dès lors elle alterne entre le championnat espagnol (avec le Prainsa Zaragoza) et le championnat nord-américain (avec le Santa Clarita Blue Heat), cela de 2010 à 2012. Lors de son premier passage aux États-Unis, elle fait partie de l'équipe idéale de la conférence ouest et de celle de la W-League
Après un dernier passage aux États-Unis, elle retourne au Portugal, au sein du Montra de Talentos Desportiva, qui évolue en deuxième division. Elle n'y reste qu'une demie saison, et rejoint le CF Valadares Gaia avec qui elle monte en première division portugaise. A l'issue de la saison elle doit rejoindre le club nord-américain du Pali Blues, malheureusement une fracture de stress au tibia, l'oblige à na pas s'y rendre. Elle reste donc avec le club qu'elle a aidé à retrouver la première division s'octroyant le titre honorifique de Vice-championne dès la seconde saison après la remontée. A noter qu'elle participe aussi à deux finales de la Coupe du Portugal. Lors de la saison 2014-15, elle devient entraîneur adjoint de l'équipe senior masculine de la JuveNorte. 
Avec l'arrivée de clubs professionnels dans le football féminin portugais, elle est alors contactée par le SC Braga, avec qui elle reste deux saisons, et devient double vice championne et finaliste de la coupe. Toujours encline à la bougeotte elle retourne à Lisbonne pour y rejoindre l'équipe du CF Benfica.
Le 29 avril 2021, alors agée de 41 ans, dans un long message sur les réseaux sociaux, la joueuse du CF Benfica, qui va descendre en deuxième division, explique que c'est "le moment de dire adieu au football", en remerciant les clubs où elle est passée, ses camarades et les supporters.

## Statistiques

### En club
| Saison                | Club                         | Championnat               | Championnat | Championnat | Coupe(s) nationale(s) | Coupe(s) nationale(s) | Compétition(s) continentale(s) | Compétition(s) continentale(s) | Compétition(s) continentale(s) | Sélection | Sélection | Sélection | Total | Total |
| Saison                | Club                         | Division                  | M.          | B.          | M.                    | B.                    | Comp.                          | M.                             | B.                             | Équipe    | M.        | B.        | M.    | B.    |
| 1996-97               | Boavista FC                  | Nacional Feminino         | 2           | 2           | -                     | -                     | -                              | -                              | -                              | -         | 0         | 0         | 2     | 2     |
| 1997-98               | Boavista FC                  | Nacional Feminino         | -           | -           | -                     | -                     | -                              | -                              | -                              | A         | 4         | 0         | 4     | 0     |
| 1998-99               | Boavista FC                  | Nacional Feminino         | -           | -           | -                     | -                     | -                              | -                              | -                              | -         | 0         | 0         | 0     | 0     |
| Sous-total            | Sous-total                   | Sous-total                | 2           | 2           | -                     | -                     | -                              | -                              | -                              | -         | 4         | 0         | 6     | 2     |
| 1999-00               | 1° Dezembro                  | Nacional Feminino         | -           | -           | -                     | -                     | -                              | -                              | -                              | A         | 2         | 0         | 2     | 0     |
| 2000-01               | 1° Dezembro                  | Nacional Feminino         | -           | -           | -                     | -                     | -                              | -                              | -                              | A         | 4         | 1         | 4     | 1     |
| 2001-02               | 1° Dezembro                  | Nacional Feminino         | -           | -           | -                     | -                     | -                              | -                              | -                              | A         | 3         | 0         | 3     | 0     |
| Sous-total            | Sous-total                   | Sous-total                | -           | -           | -                     | -                     | -                              | -                              | -                              | -         | 9         | 1         | 9     | 1     |
| 2002                  | Beijing Chengjian            | CWSL                      | -           | -           | -                     | -                     | -                              | -                              | -                              | A         | 2         | 0         | 2     | 0     |
| Sous-total            | Sous-total                   | Sous-total                | -           | -           | -                     | -                     | -                              | -                              | -                              | -         | 2         | 0         | 2     | 0     |
| 2002-03               | 1° Dezembro                  | Nacional Feminino         | -           | -           | -                     | -                     | Coupe de l'UEFA                | 2                              | 3                              | A         | 5         | 2         | 7     | 5     |
| 2003-04               | 1° Dezembro                  | Nacional Feminino         | -           | -           | -                     | -                     | -                              | -                              | -                              | -         | 0         | 0         | 0     | 0     |
| Sous-total            | Sous-total                   | Sous-total                | -           | -           | -                     | -                     | -                              | 2                              | 3                              | -         | 5         | 2         | 7     | 5     |
| 2003-04               | Nuestra Señora de la Antigua | Primera División Femenina | -           | -           | -                     | -                     | -                              | -                              | -                              | A         | 2         | 0         | 2     | 0     |
| Sous-total            | Sous-total                   | Sous-total                | -           | -           | -                     | -                     | -                              | -                              | -                              | -         | 2         | 0         | 2     | 0     |
| 2003-04               | Estudiantes                  | Primera División Femenina | -           | -           | -                     | -                     | -                              | -                              | -                              | A         | 7         | 0         | 7     | 0     |
| 2004-05               | Estudiantes                  | Primera División Femenina | 14          | 3           | -                     | -                     | -                              | -                              | -                              | A         | 4         | 0         | 18    | 3     |
| 2005-06               | Estudiantes                  | Primera División Femenina | -           | -           | -                     | -                     | -                              | -                              | -                              | A         | 4         | 1         | 4     | 1     |
| Sous-total            | Sous-total                   | Sous-total                | 14          | 3           | -                     | -                     | -                              | -                              | -                              | -         | 15        | 1         | 29    | 4     |
| 2005-06               | 1° Dezembro                  | Nacional Feminino         | -           | -           | 1                     | 1                     | Coupe de l'UEFA                | 2                              | 2                              | A         | 3         | 1         | 6     | 4     |
| 2006-07               | 1° Dezembro                  | Nacional Feminino         | 1           | 1           | -                     | -                     | Coupe de l'UEFA                | 1                              | 2                              | A         | 6         | 0         | 8     | 3     |
| 2007-08               | 1° Dezembro                  | Nacional Feminino         | -           | -           | -                     | -                     | Coupe de l'UEFA                | 1                              | 2                              | A         | 1         | 1         | 2     | 3     |
| Sous-total            | Sous-total                   | Sous-total                | 1           | 1           | 1                     | 1                     | -                              | 4                              | 6                              | -         | 10        | 2         | 16    | 10    |
| 2007-08               | Prainsa Zaragoza             | Primera División Femenina | -           | -           | 4                     | 1                     | -                              | -                              | -                              | A         | 8         | 4         | 12    | 5     |
| 2008-09               | Prainsa Zaragoza             | Primera División Femenina | 29          | 8           | 5                     | 0                     | -                              | -                              | -                              | A         | 5         | 3         | 39    | 11    |
| Sous-total            | Sous-total                   | Sous-total                | 29          | 8           | 9                     | 1                     | -                              | -                              | -                              | -         | 13        | 7         | 51    | 16    |
| 2009-10               | 1° Dezembro                  | Nacional Feminino         | -           | -           | -                     | -                     | Women's Champions League       | 2                              | 3                              | -         | 0         | 0         | 2     | 3     |
| Sous-total            | Sous-total                   | Sous-total                | -           | -           | -                     | -                     | -                              | 2                              | 3                              | -         | 0         | 0         | 2     | 3     |
| 2009-10               | Atlético de Madrid           | Primera División Femenina | 19          | 3           | 2                     | 0                     | -                              | -                              | -                              | A         | 7         | 7         | 28    | 10    |
| Sous-total            | Sous-total                   | Sous-total                | 19          | 3           | 2                     | 0                     | -                              | -                              | -                              | -         | 7         | 7         | 28    | 10    |
| 2010                  | FK Donn                      | Women Toppserien          | 7           | 4           | 0                     | 0                     | -                              | 0                              | 0                              | A         | 3         | 1         | 10    | 5     |
| Sous-total            | Sous-total                   | Sous-total                | 7           | 4           | 0                     | 0                     | -                              | 0                              | 0                              | -         | 3         | 1         | 10    | 5     |
| 2010-11               | Prainsa Zaragoza             | Primera División Femenina | 20          | 4           | -                     | -                     | -                              | -                              | -                              | A         | 4         | 3         | 24    | 7     |
| Sous-total            | Sous-total                   | Sous-total                | 20          | 4           | -                     | -                     | -                              | -                              | -                              | -         | 4         | 3         | 24    | 7     |
| 2011                  | Santa Clarita Blue Heat      | W-League                  | 11          | 9           | -                     | -                     | -                              | -                              | -                              | A         | 3         | 2         | 14    | 11    |
| Sous-total            | Sous-total                   | Sous-total                | 11          | 9           | -                     | -                     | -                              | -                              | -                              | -         | 3         | 2         | 14    | 11    |
| 2011-12               | Prainsa Zaragoza             | Primera División Femenina | 19          | 9           | -                     | -                     | -                              | -                              | -                              | A         | 1         | 0         | 20    | 9     |
| Sous-total            | Sous-total                   | Sous-total                | 19          | 9           | -                     | -                     | -                              | -                              | -                              | -         | 1         | 0         | 20    | 9     |
| 2012                  | Santa Clarita Blue Heat      | W-League                  | 7           | 5           | -                     | -                     | -                              | -                              | -                              | A         | 1         | 0         | 8     | 5     |
| Sous-total            | Sous-total                   | Sous-total                | 7           | 5           | -                     | -                     | -                              | -                              | -                              | -         | 1         | 0         | 8     | 5     |
| 2012-13               | Montra de Talentos           | Promoção Feminina         | 10          | 29          | 2                     | 10                    | -                              | -                              | -                              | A         | 4         | 1         | 16    | 40    |
| Sous-total            | Sous-total                   | Sous-total                | 10          | 29          | 2                     | 10                    | -                              | -                              | -                              | -         | 4         | 1         | 16    | 40    |
| 2012-13               | Valadares Gaia FC            | Promoção Feminina         | 5           | 14          | 5                     | 13                    | -                              | -                              | -                              | A         | 4         | 2         | 14    | 29    |
| 2013-14               | Valadares Gaia FC            | Nacional Feminino         | -           | -           | -                     | -                     | -                              | -                              | -                              | A         | 4         | 1         | 4     | 1     |
| 2014-15               | Valadares Gaia FC            | Nacional Feminino         | -           | -           | -                     | -                     | -                              | -                              | -                              | A         | 2         | 0         | 2     | 0     |
| 2015-16               | Valadares Gaia FC            | Nacional Feminino Allianz | 8           | 4           | 1                     | 0                     | -                              | -                              | -                              | A         | 11        | 4         | 20    | 8     |
| Sous-total            | Sous-total                   | Sous-total                | 13          | 18          | 6                     | 13                    | -                              | -                              | -                              | -         | 21        | 7         | 40    | 38    |
| 2016-17               | SC Braga                     | Nacional Feminino Allianz | 11          | 3           | 0                     | 0                     | -                              | -                              | -                              | A         | 1         | 0         | 12    | 3     |
| 2017-18               | SC Braga                     | Nacional Feminino Allianz | 13          | 9           | 5                     | 3                     | -                              | -                              | -                              | -         | 0         | 0         | 18    | 12    |
| Sous-total            | Sous-total                   | Sous-total                | 24          | 12          | 5                     | 3                     | -                              | -                              | -                              | -         | 1         | 0         | 30    | 15    |
| 2018-19               | CF Benfica                   | Nacional Feminino BPI     | 8           | 4           | 0                     | 0                     | -                              | -                              | -                              | -         | 0         | 0         | 8     | 4     |
| 2019-20               | CF Benfica                   | Liga BPI                  | 14          | 4           | 2                     | 2                     | -                              | -                              | -                              | -         | 0         | 0         | 16    | 6     |
| 2019-20               | CF Benfica 2                 | II Divisão Feminina       | 2           | 2           | 0                     | 0                     | -                              | -                              | -                              | -         | 0         | 0         | 2     | 2     |
| 2020-21               | CF Benfica                   | Liga BPI                  | 15          | 6           | 0                     | 0                     | -                              | -                              | -                              | -         | 0         | 0         | 15    | 6     |
| Sous-total            | Sous-total                   | Sous-total                | 39          | 16          | 2                     | 2                     | -                              | -                              | -                              | -         | 0         | 0         | 41    | 18    |
| Total sur la carrière | Total sur la carrière        | Total sur la carrière     | 215         | 123         | 27                    | 29                    | -                              | 8                              | 12                             |           | 105       | 34        | 355   | 198   |

Statistiques actualisées le 10 juin 2023

#### Matchs disputés en coupes continentales
| Matchs | Date              | Stade        | Adversaire               | Résultat | Minutes | Compétition              | Buts | Tour                   | Club        |
| ------ | ----------------- | ------------ | ------------------------ | -------- | ------- | ------------------------ | ---- | ---------------------- | ----------- |
| 1      | 25 septembre 2002 | -, Innsbruck | Innsbrucker AC           | 2 – 1    | 90 min  | Women's Cup              | 2    | Phase de qualification | 1° Dezembro |
| 2      | 27 septembre 2002 | -, Innsbruck | Kilmarnock FC            | 0 – 2    | 90 min  | Women's Cup              | 1    | Phase de qualification | 1° Dezembro |
| -      | 9 août 2005       | -, Sintra    | Cardiff City LFC         | 3 – 0    | 90 min  | Women's Cup              | 1    | Phase de qualification | 1° Dezembro |
| -      | 11 août 2005      | -, Sintra    | Glentoran Belfast United | 7 – 0    | 90 min  | Women's Cup              | 1    | Phase de qualification | 1° Dezembro |
| -      | 10 août 2006      | -, -         | CS Newtownabbey          | 7 – 1    | 90 min  | Women's Cup              | 2    | Phase de qualification | 1° Dezembro |
| -      | 9 août 2007       | -, Osijek    | ŽNK Osijek               | 7 – 0    | 90 min  | Women's Cup              | 2    | Phase de qualification | 1° Dezembro |
| -      | 30 juillet 2009   | -, Brøndby   | Birkirkara FC            | 10 – 0   | 90 min  | Women's Champions League | 2    | Phase de qualification | 1° Dezembro |
| 18     | 1er août 2009     | -, Brøndby   | Cardiff City LFC         | 0 – 3    | 90 min  | Women's Champions League | 1    | Phase de qualification | 1° Dezembro |

### En sélection nationale
Elle débute le 21 décembre 1997, à l’âge de 18 ans et 71 jours dans un match amical contre la Belgique à Cantanhede.
Elle inscrit son premier but lors de la défaite 1 à 2, contre le Canada, pendant l'Algarve Cup 2001. Le 24 février 2010, elle marque son premier "coup du chapeau" contre les îles Féroé. Un second "coup du chapeau", fait d'elle un mois plus tard la meilleure buteuse de la sélection, dépassant ainsi Carla Couto. 
En novembre 2011, Edite fête sa 100e sélection avec le Portugal. 
Le 10 janvier 2017, alors que le Portugal est en passe de se qualifier pour la première fois pour le Championnat d'Europe 2017, elle annonce sa fin de carrière internationale. Sa décision reste motivée par sa non convocation au match de barrage contre la Roumanie.
Edite Fernandes n’a jamais pu se qualifier avec l’équipe nationale pour une grande compétition internationale de football. Mais elle a régulièrement participé à l'Algarve Cup (sauf en 2002, 2012 et 2014 (opération au tibia droit)). Avec un total de 15 buts marqués, la plaçant au troisième rang des meilleures buteuses du tournoi. Seules Abby Wambach, et sa coéquipière Carla Couto ont marqué plus de buts qu'elle. 
| Matches officiels de Edite Fernandes en sélections portugaises au 6 décembre 2019 | Matches officiels de Edite Fernandes en sélections portugaises au 6 décembre 2019 | Matches officiels de Edite Fernandes en sélections portugaises au 6 décembre 2019 | Matches officiels de Edite Fernandes en sélections portugaises au 6 décembre 2019 | Matches officiels de Edite Fernandes en sélections portugaises au 6 décembre 2019 |
| Club                                                                              | V.                                                                                | N.                                                                                | D.                                                                                | Buts                                                                              |
| --------------------------------------------------------------------------------- | --------------------------------------------------------------------------------- | --------------------------------------------------------------------------------- | --------------------------------------------------------------------------------- | --------------------------------------------------------------------------------- |
| Portugal A (132 matchs:100.00 %) (Incomplet)                                      | 27 (25.71 %)                                                                      | 13 (12.38 %)                                                                      | 65 (61.91 %)                                                                      | 39 (100.00 %)                                                                     |
| Total (Incomplet)                                                                 | 27 (25.71 %)                                                                      | 13 (12.38 %)                                                                      | 65 (61.91 %)                                                                      | 39                                                                                |

## Palmarès

### Avec leBoavista FC
- Championne du Nacional Feminino : 1 fois — 1996-97.
- Vice-championne du Nacional Feminino : 2 fois — 1997-98 et 1998-99.

### Avec le1° Dezembro
- Vainqueur du Championnat du Portugal : 6 fois — 1999-00, 2001-02, 2002-03, 2005-06, 2006-07 et 2007-08
- Vainqueur de la Coupe du Portugal : 3 fois — 2005-06, 2006-07 et 2007-08
- Vice-championne du Nacional Feminino : 1 fois — 2000-01.

### Avec leBeijing Chengjian
- Championne de la CWSL : 1 fois — 2002.

### Avec leCF Valadares Gaia
- Vice-championne du Nacional Feminino : 1 fois — 2014-15.
- Finaliste de la Coupe du Portugal : 2 fois — 2012-2013 et 2015-16
- Vice-championne du Promoção Feminina : 1 fois — 2012-13.

### Avec leSC Braga
- Vice-championne du Championnat du Portugal : 2 fois — 2016-17 et 2017-18.
- Finaliste de la Coupe du Portugal : 2 fois — 2016-17 et 2017-18.
- Finaliste de la Supercoupe du Portugal : 1 fois — 2017-18.